# Àcid jacàric
L'àcid jacàric, de nom sistemàtic àcid (8Z,10E,12Z)-octadeca-8,10,12-trienoic, és un àcid carboxílic polinsaturat de cadena lineal amb devuit àtoms de carboni, la qual fórmula molecular és {\displaystyle {\ce {C18H30O2}}}. En bioquímica és considerat un àcid gras ω-6, ja que té un doble enllaç C=C situat entre el carboni 6 i el 7 començant per l'extrem oposat al grup carboxil, i se simbolitza per C18:3 8c,10t,12c, que fa referència al fet que té en total tres enllaços dobles C=C, dos d'ells en conformació cis i l'altre en trans, disposats de forma alternada.

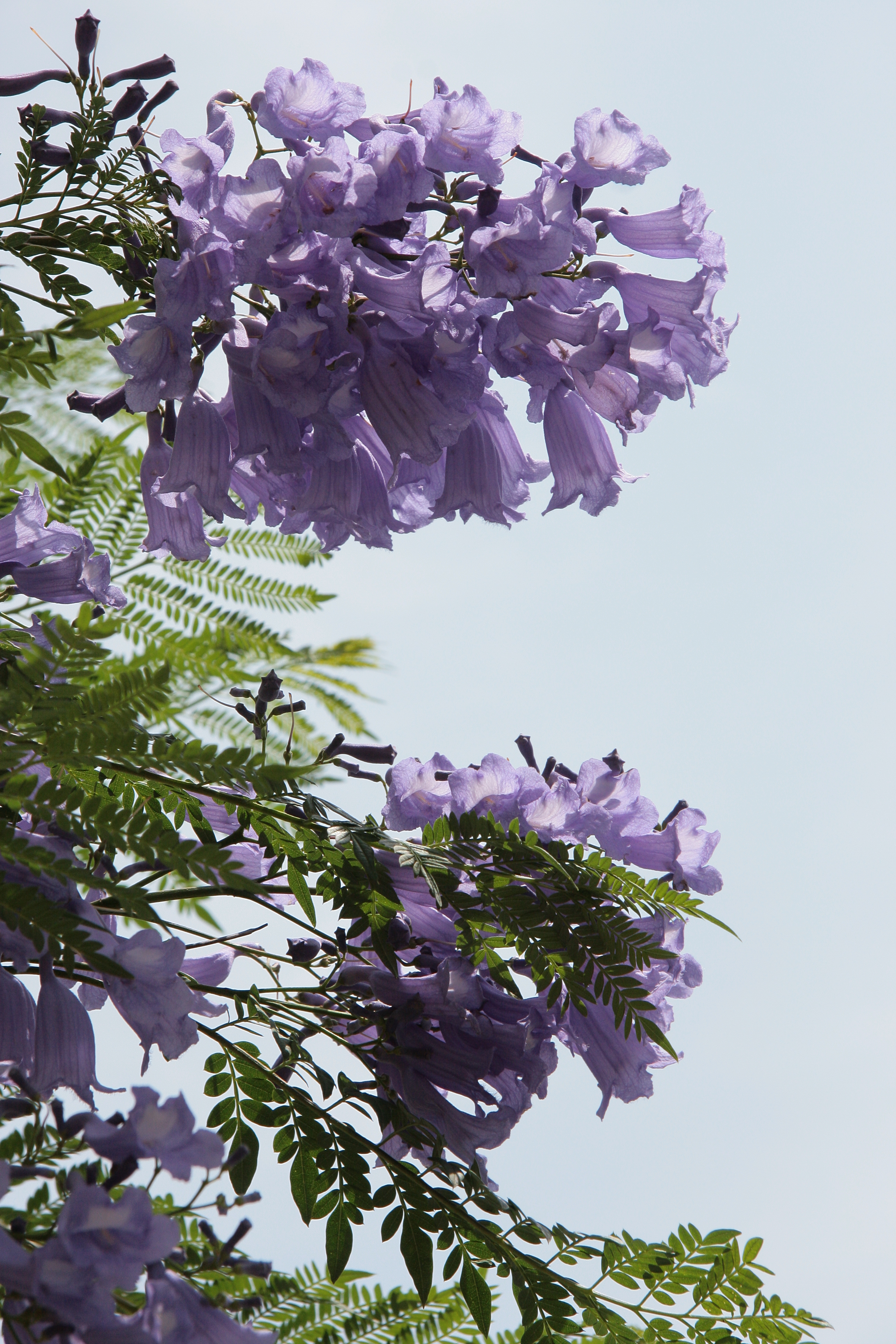
Flors i fulles de xicaranda

A temperatura ambient és un sòlid amb un punt de fusió de 44 °C. El seu nom comú, àcid jacàric, prové de la xicaranda o Jacaranda mimosifolia, que en conté un 36 % i de la qual fou aïllat per primer cop el 1962 pels investigadors Mary J. Chisholm i C.Y. Hopkins.
Forma part del grup d'àcids grassos isòmers geomètrics i de posició de l'àcid linolènic, amb tres enllaços dobles conjugats i amb un total de devuit àtoms de carboni disposats en una cadena lineal. Sovint se'ls anomena CLN i a més d'ell formen el grup l'àcid α-eleoesteàric, l'àcid catàlpic, l'àcid punícic i l'àcid calèndic. Tots ells presenten propietats citotòxiques contra les cèl·lules canceroses.
L'àcid jacàric indueix l'arrest del cicle cel·lular i l'apoptosi en una varietat de línies cel·lulars de càncer. Augmenta la producció d'espècies reactives d'oxigen i la citotoxicitat se suprimeix per l'α-tocoferol antioxidant, suggerint que l'apoptosi resulta de l'estrès oxidatiu. L'àcid jacàric es metabolitza in vivo a partir de l'àcid linoleic conjugat, que també és citotòxic per a les cèl·lules canceroses. L'àcid jacàric inhibeix la ciclooxigenasa-1 in vitro i, amb alimentació a llarg termini, disminueix l'expressió i activitat de l'esteariol-CoA desaturasa en ratolins.